# Sikinnos
Sikinnos - rzekomy grecki zdrajca, który doniósł Kserksesowi I, że część greckiej floty zamierza uciec spod Salaminy. W rzeczywistości był on niewolnikiem Temistoklesa i na jego rozkaz celowo wprowadził Persów w błąd.